# Зайково (Лихославльский район)
Зайково — деревня в Лихославльском районе Тверской области.

## География
Находится в центральной части Тверской области на расстоянии приблизительно 16 км на восток-северо-восток по прямой от районного центра города Лихославль.

## История
Деревня была отмечена как Зайкова ещё на карте Менде, состояние местности на которой соответствует 1848 году. В 1859 году здесь (деревня Тверского уезда) было учтено 24 двора. До 2017 деревня входила в Первитинское сельское поселение Лихославльского района, а с 2017 до 2021 год в Кавское сельское поселение до его упразднения.

## Население
Численность населения: 223 человека (1859 год), 40 (русские 70 %, карелы 15 %) в 2002 году, 34 в 2010.